# Berinjak
Berinjak je naselje v Občini Videm.